# Palaos aux Jeux olympiques d'été de 2024
Les Palaos participent aux Jeux olympiques de 2024 à Paris en France. Il s'agit de leur 7e participation à des Jeux d'été.
Trois athlètes sont engagés et participeront à partir du 13 juillet au camp de pré-entraînement de Divonne-les-Bains avant de se rendre à Paris le 22 juillet.
Le nageur Jion Hosei (no) et l'athlète Sydney Francisco (de) sont les porte-drapeaux de la délégation.

## Athlètes engagés
| Sport      | Hommes | Femmes | Total |
| ---------- | ------ | ------ | ----- |
| Athlétisme | 0      | 1      | 1     |
| Natation   | 1      | 1      | 2     |
| Total      | 1      | 2      | 3     |

## Résultats

### Athlétisme
Sydney Francisco a pu bénéficier d'une invitation au nom de l’universalité pour concourir le 100 mètres.
| Athlètes         | Épreuve | Tour préliminaire | Tour préliminaire | Premier tour | Premier tour | Demi-finales | Demi-finales | Finale   | Finale   |
| Athlètes         | Épreuve | Temps             | Rang              | Temps        | Rang         | Temps        | Rang         | Temps    | Rang     |
| ---------------- | ------- | ----------------- | ----------------- | ------------ | ------------ | ------------ | ------------ | -------- | -------- |
| Sydney Francisco | 100 m   | 13 s 15           | 7e                | Éliminée     | Éliminée     | Éliminée     | Éliminée     | Éliminée | Éliminée |

### Natation
Yuri Hosei et Jion Hosei ont bénéficié d'une invitation au nom de l’universalité pour concourir au 50m nage libre
| Athlète    | Épreuve                | Séries  | Séries | Demi-finales | Demi-finales | Finale  | Finale  |
| Athlète    | Épreuve                | Temps   | Rang   | Temps        | Rang         | Temps   | Rang    |
| ---------- | ---------------------- | ------- | ------ | ------------ | ------------ | ------- | ------- |
| Jion Hosei | 50 m nage libre Hommes | 25 s 67 | 53e    | Éliminé      | Éliminé      | Éliminé | Éliminé |
| Yuri Hosei | 50 m nage libre Femmes |         | e      |              | e            |         | e       |